# Довбаева, Огулдурды
Огулдурды Довбаева — советский хозяйственный и государственный деятель, Герой Социалистического Труда.

## Биография
Родилась в 1928 году в Туркменской ССР. Член КПСС.
В 1941—1978 — колхозница колхоза имени Ленина Дейнауского района Чарджоуской области.
Указом Президиума Верховного Совета СССР от 14 декабря 1972 года присвоено звание Героя Социалистического Труда с вручением ордена Ленина и золотой медали «Серп и Молот».
Депутат Верховного Совета Туркменской ССР 7-го созыва.
С 1978 года — персональный пенсионер союзного значения.
Жила в Туркмении.

## Награды и звания
- Герой Социалистического Труда (14.12.1972)
- Орден Ленина (14.12.1972)
- Орден Октябрьской Революции (08.04.1971)
- Медаль За трудовую доблесть (1951, 30.04.1966)